# Vera Vszevolodovna Baranovszkaja
Vera Vszevolodovna Baranovszkaja (oroszul: Вера Всеволодовна Барановская; Szentpétervár, 1885. – Párizs, 1935. december 7.) orosz szovjet, francia színésznő.

## Pályája
Szentpéterváron született, színi tanulmányokat a Moszkvai Művész Színház stúdiójában folytatott. 1903-tól a színház társulatához tartozott. 1915-től különböző városok, például Kijev, Harkov, Odessza, Tiflisz (ma: Tbiliszi), Kazány, Voronyezs színházaiban játszott. 1922-ben visszatért Moszkvába, ahol saját színházi stúdiót szervezett.
Már tapasztalt színésznő volt, amikor 1916-ban filmezni kezdett. Néhány jelentéktelen filmszerep után, 1926-ban kapott képzettségéhez méltó művészi feladatot Vszevolod Pudovkin rendezőtől: Az anya címszerepét játszotta Makszim Gorkij azonos című regényének filmváltozatában. Valójában nem is Pudovkin választotta, hanem asszisztense, Mihail Doller javasolta őt a munkásasszony szerepére, amit azután Baranovszkaja szuggesztíven és teljes átéléssel alakított. Bár Pudovkin következő filmjében, a Szentpétervár végnapjaiban is központi szerepet kapott – partnere mindkét filmben Alekszandr Csisztyakov volt –, Baranovszkaja lényegében Az anya címszerepével írta be magát a némafilm történetébe.
Az anya sikere után, 1928-ban elhagyta a Szovjetuniót. Prágában és Berlinben készített filmekben szerepelt, majd 1932-ben gyógykezelésre Franciaországba utazott, de még ott is többször állt felvevőgép elé.

### Színházi szerepeiből
- Három nővér (1901, 1908)
- Ivanov (1904)
- Fjodor Ioannovics cár (1905)
- Egy ember élete (1907)
- Doktor Stockman (1908)
- A kék madár (1908)
- Falak (1907)
- Borisz Godunov (1907)
- Élő holttest (1911)
- Hamlet (Ophelia szerepében, 1911)
- Peer Gynt (1912)
- A képzelt beteg (1913)
- Nyikolaj Sztavrogin (1913)
- A kővendég (Moszkvai Művész Színház, 1914)

### Filmszerepeiből

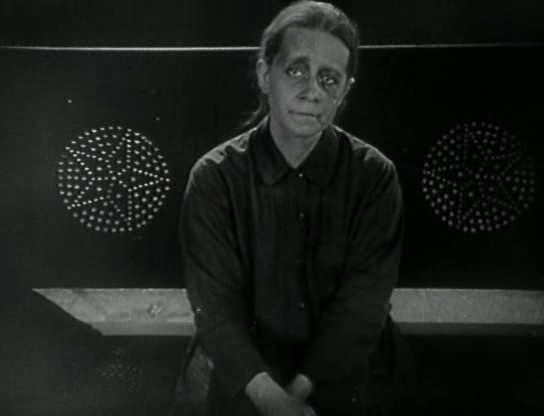
Baranovszkaja Az anya szerepében

- 1916 – Az első hatalma (Власть первого)
- 1916 – A tolvaj (Вор)
- 1916 – Sorscsapás (Гнет рока)
- 1916 – Arany, művészet és szerelem (Золото, искусство и любовь)
- 1916 – A szív nem kő (Сердце не камень)
- 1925 – Farkasok (Волки)
- 1926 – Az anya (Мать) – (Makszim Gorkij azonos című regénye alapján; főszerep. R. Vszevolod Pudovkin)
- 1927 – Szentpétervár végnapjai (Конец Санкт-Петербурга)  – (R. Vszevolod Pudovkin)
- 1927 – Kátyúk (?) (Ухабы) – (R. Abram Room)
- 1928 – A tizenhétévesek (német)
- 1928 – Mérgesgáz (német)
- 1929 – Ilyen az élet (cseh)
- 1930 – Szent Vaclav (cseh)
- 1930 – Lázadás a nevelőotthonban (német)
- 1931 – Könnyelmű ifjúság
- 1932 – Éjszaka a szállodában (francia)
- 1932 – Albert úr (francia)
- 1933 – Pausole király kalandjai (francia)
- 1934 – A világ végéig  (francia)
- 1934 – Végtelen keringő (francia